# Toiriz (Villa de Cruces)
Toiriz (oficialmente San Xoán de Toiriz) es una parroquia española del municipio de Villa de Cruces, perteneciente a la provincia de Pontevedra, en la comunidad autónoma de Galicia.

## Historia
Hacia mediados del siglo XIX, el lugar, ya por entonces perteneciente a Carbia, tenía contabilizada una población de 450 habitantes. Aparece descrito en el decimocuarto volumen del Diccionario geográfico-estadístico-histórico de España y sus posesiones de Ultramar de Pascual Madoz con las siguientes palabras:

TOIRIZ (San Juan): felig. en la prov. de Pontevedra (9 1/2 leg.), part. jud. de Lalin (2 1/2), dióc. de Lugo, ayunt. de Carbia. sit. en la márg. izq. del r. Arnego, con libre ventilacion, y clima saludable. Tiene unas 90 casas en la ald. de su nombre y en las de Cima de aldea, Fafias, Fornelo, Fujacos, Madrosende, Mosteiro, San Payo, Senra, Serradoiro y Vilar. La igl. parr. (San Juan) se halla servida por un cura de primer ascenso, y patronato lego. Confina con las parr. de Besejos al NO.; Oiros al O., y el Arnego por E. El terreno participa de monte y llano, y es de buena calidad. prod.: trigo, maiz, centeno, patatas, castañas, legumbres, frutas y pastos; hay ganado vacuno, de cerda y lanar, pesca de anguilas y truchas. pobl.: 96 vec., 450 alm. contr.: con su ayunt. (V.).
(Madoz, 1849, p. 771)

En 2022, tenía empadronados 192 habitantes.